# Asesinato de Debra Jackson
Debra Louise Jackson (23 de septiembre de 1956 - 30 o 31 de octubre de 1979) conocida informalmente como «Orange Socks» (Calcetines naranjas) mientras no estaba identificada, fue una víctima de asesinato estadounidense no identificada durante casi 40 años antes de serlo a través de la coincidencia de ADN con una hermana en 2019. Se cree que su asesinato tuvo lugar el 30 o 31 de octubre de 1979 en Georgetown, Texas. Su cuerpo fue encontrado desnudo, a excepción del par de calcetines naranjas de los que deriva el apodo. Había sido estrangulada y se creía que había muerto solo unas horas antes del descubrimiento.
Henry Lee Lucas confesó y fue condenado por su asesinato. Aunque se han planteado dudas sobre su implicación en este crimen, su condena no fue anulada. Su sentencia de muerte fue conmutada por el entonces gobernador de Texas, George W. Bush, en 1998; y murió en prisión en 2001. Existe una fuerte evidencia de que estaba en Florida cuando se produjo el asesinato.

## Descubrimiento y descripción física
Jackson, que había sido violada, fue encontrada en la zanja de un desagüe bajo la carretera Interestatal 35, después de haber sido arrastrada y arrojada sobre una barandilla. La causa de la muerte se dictaminó como estrangulamiento manual, ya que se apreciaba una gran cantidad de hematomas en el cuello. También eran visibles otros hematomas, causados por la caída del cuerpo desde el paso elevado, después de ser arrastrado por un trozo de hierba. En el lugar también se encontraron manchas de sangre. Inicialmente, se estimó que la víctima tenía unos veinte años en el momento del deceso. Varios asesinatos más habían tenido lugar a lo largo de la misma interestatal en el Condado de Travis, Texas, que según la policía podrían haber estado relacionados con el de la víctima.
Las piernas de Jackson estaban sin afeitar, y mostraban una gran cantidad de picaduras de insectos. Tenía las uñas de los pies largas, las de las manos pintadas y una pequeña cicatriz debajo del mentón. Se observó que los lóbulos de las orejas de la víctima eran «únicos» y que los dedos de los pies eran más largos de lo normal. A pesar de sus heridas post mortem, no se había roto ningún hueso en vida. Según los informes, sufría salpingitis debido a que contrajo gonorrea. Tenía cabello castaño de 25 cm de largo teñido con un tinte rojizo, ojos color avellana y su edad oscilaba entre los 15 y los 30 años. Medía aproximadamente 1,72 m y pesaba entre 63 y 72 kg. Le faltaban dos dientes; el resto estaba bien cuidado, aunque mostraba pocas señales de tratamiento dental. En su diestra se encontró un anillo de plata que contenía una piedra de abulón o nácar. Sus orejas estaban perforadas.
Se encontró una toalla de mano en la escena del crimen junto a su cuerpo, que pudo haber estado usando como una compresa improvisada, y dos cajas de cerillas, una de las cuales pertenecía a un hotel de Henryetta, Oklahoma, lo que apoyaba la teoría de que era una autostopista o una vagabunda.

## Confesión de Henry Lee Lucas
En 1982, el asesino en serie Henry Lee Lucas confesó su asesinato, aunque no había evidencia física de que él hubiera estado involucrado en el crimen, la agresión sexual o la eliminación del cuerpo. En una entrevista, afirmó que la recogió en Oklahoma, donde tuvieron relaciones sexuales. Mientras conducía, volvió a pedirle sexo; afirmó que, entonces, Debra dijo "no en este momento" e intentó salir de su automóvil, a lo que él la mató y violó su cadáver. Luego llevó su cuerpo a Georgetown. Lucas le dijo a las autoridades que la víctima le había dicho que su nombre era "Joanie" o "Judy". Anteriormente les había mostrado a los oficiales cómo supuestamente había arrastrado su cuerpo para arrojarlo sobre la barandilla cuando lo llevaron al lugar donde fue encontrado.
Un informe afirma que en el momento del asesinato de Jackson, Lucas estaba trabajando en Florida, mientras que el asesinato tuvo lugar en Texas. Los interrogadores también afirmaron que se había contradicho varias veces al confesar el asesinato, y su defensa también afirmó que le mostraron imágenes de la escena del crimen antes de su entrevista. Para haber viajado a Oklahoma, a Texas y de regreso a Florida, se estimó que habría tenido que conducir a un promedio de ciento diez km por hora, sin detenerse, lo que muchos consideran poco probable. Lucas luego se retractó de esta declaración después de su condena en 1984 y, por la participación del gobernador del estado, George W. Bush, su condena a muerte se redujo a cadena perpetua, ya que el asesinato de Jackson fue el único caso por el que recibió la pena de muerte. Lucas tenía un historial de confesiones falsas, algo que llevó a otros a dudar de su veracidad (confesó más de 3000 asesinatos). Lucas se retractó de sus confesiones finalmente, afirmando que el único asesinato que había cometido fue el de su madre, Viola.

## Apariciones en los medios e investigación adicional

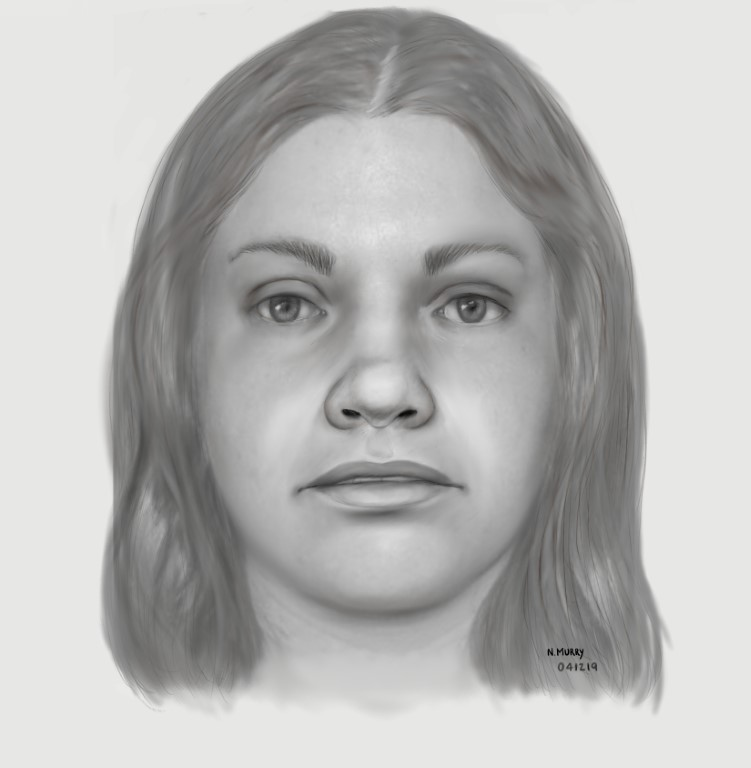
Reconstrucción de Jackson en 2019, basada en fotografías mortuorias, creadas antes de su identificación.

En 2001, apareció la fotografía de una mujer desaparecida que se parecía a la difunta, pero las pruebas de ADN no coincidieron. Otro informe de los medios sugirió que "Calcetines naranjas" era una mujer que había desaparecido en la década de 1970, junto con su novio abusivo. Hubo algunas especulaciones de que "Calcetines naranjas" fuera Martha Morrison, pero finalmente fue descartada. En 2015, los restos de Morrison se identificaron como una Jane Doe encontrada en Washington el mismo año en que desapareció. Varias otras mujeres desaparecidas también fueron excluidas.
El caso de "Calcetines naranjas" apareció dos veces en la serie de televisión America's Most Wanted. Una mujer anónima llamó al programa en una ocasión diciendo que había visto a "Calcetines Naranjas" haciendo autostop el día de su asesinato, pero la pista no generó ninguna información nueva.
En 2016, en el 37 aniversario de su descubrimiento, el Centro Nacional para Niños Desaparecidos y Explotados publicó nuevos bocetos de la joven. La organización también la ingresó en su base de datos.
En mayo de 2018, las fuerzas del orden público anunciaron que estaban examinando el anillo de la víctima y realizando pruebas para identificar dónde se fabricaron los calcetines. Una caja de fósforos encontrada cerca del cuerpo se rastreó hasta un hotel en Oklahoma, pero no se identificó a nadie allí que coincidiera con su descripción.
En enero de 2019, se anunció que el ADN de los calcetines de Jackson contenía los perfiles de dos o más hombres. Se desconoce si la evidencia será suficiente para un examen más detenido. El ADN se recuperó de raspados de las uñas y de muestras de vello púbico.

### Identificación
En agosto de 2019, "Orange Socks" fue identificada como Debra Jackson de Abilene, Texas. El Proyecto DNA Doe había identificado un primo potencial de "Calcetines naranjas" a través de su investigación. Un boceto revisado (por la artista forense Natalie Murry) también llamó la atención de la hermana de Jackson. Los familiares de Jackson identificaron visualmente a la víctima basándose en fotografías de la morgue y características físicas. La hermana de Jackson luego envió un kit de ADN basado en saliva y los resultados confirmaron que las dos estaban emparentadas. Habían visto a Jackson por última vez en 1977 cuando dejó su ciudad natal y nunca fue reportada como desaparecida, creían que se había ido de casa para empezar una nueva vida en otra parte. Investigaciones posteriores encontraron que Jackson había trabajado en el Ramada Inn en Amarillo, Texas y en Bur-Mont (un centro para discapacitados) en Azle, Texas en 1978. La policía también declaró que creen que ella trabajó en RE West y CG Cole Admiral PTR, Realty Investment LTD en 1979, en un lugar desconocido.
Muchos otros detalles sobre su vida tampoco están claros, pero se sabe que asistió a la escuela local y pudo haber usado los apellidos "Moon" y "Larned".